# Saxmundham
Saxmundham är en by (town) och en civil parish i distriktet East Suffolk i Suffolk i England. Orten har 2 712 invånare (2001).